# Тип 99 (танк)
Тип 99 (ZTZ-99) — современный китайский основной боевой танк 3 поколения, созданный на базе опытного танка Тип 98 в государственной корпорации NORINCO.

## Разработка
Является развитием концепции советского танка Т-72. Тем не менее, при условии продолжения линии 72-х, «Тип 99» является прорывом для китайского танкостроения. На танке установлена новая сварная башня. Ослабленная зона в районе люка механика-водителя, присутствовавшая на всех советских танках начиная с Т-64, была уменьшена.
Разработка танка Тип 99 началась ещё в 1970-х. Отдельные части и системы были проверены на опытных образцах WZ1224 и WZ1226 в 1980-х; и на танке Тип 90.
Вооружение, автомат заряжания, и ходовая в целом были заимствованы с прототипа «Тип 90 II» (не путать с японским Тип 90).
На «Тип 99» комбинированная бронезащита лобовой проекции танка усилена за счет установки встроенной динамической защиты, расположенной поверх основного бронирования. Кроме того, дополнительно защищена кормовая ниша башни, посредством установки динамической защиты на решётчатую корзину. Подобную схему бронирования можно было также увидеть на модернизированном танке «Тип 96» и пакистанском «Аль-Халид».
Серийное производство началось в 1998 году, но было изготовлено всего 60 танков, один из которых был показан в 2000 году как «Тип 98G». Разработка этой версии проводилась «Северо-китайским исследовательским институтом машиностроения № 201» (NOVERI) в Пекине и «Первой машиностроительной компанией» в Баотоу. Было решено пускать в серийное производство улучшенную версию. При разработке он предназначался для борьбы с Т-72 и Т-90; а позднее — с М1 Абрамс. Улучшенная версия (Тип 99) была впервые показана в Пекине на параде 1 октября 2009 года.
Так же Тип 99 отличается от прототипа повышенной подвижностью, достигнутой путем установки более мощного дизельного двигателя с турбонаддувом.

## Вооружение
Основным оружием является гладкоствольная пушка ZPT-98 (нелицензионная копия советской 2А46). Ствол размещён в теплоизоляционном кожухе. Автомат заряжания — электромеханический, также скопирован с советского образца (ранее КНР приобрела несколько танков Т-72 на Ближнем Востоке); при его использовании скорострельность 8 выстрелов в минуту. Боекомплект — 41 выстрел раздельно-гильзового заряжания (в автомате заряжания 22 выстрела). На вооружении состоят бронебойно-подкалиберные снаряды с отделяющимся поддоном; кумулятивные и осколочно-фугасные боеприпасы; ПТУР 9М119 «Рефлекс»; а в сотрудничестве с Израилем — бронебойно-подкалиберный боеприпас из обеднённого урана.
Система управления огнём включает перископический прицел наводчика с тепловизором, встроенным лазерным дальномером и независимо стабилизированной в 2 плоскостях линией прицеливания. Командир использует перископический прицел — прибор наблюдения, двухплоскостной стабилизатор вооружения (нелицензионная копия советского 2Э28), имеется баллистический вычислитель. Управлять оружием может как наводчик, так и командир.
Вспомогательное оружие — 7,62-мм пулемёт Тип 98 (справа от пушки) и 12,7-мм зенитный пулемёт. Первым управляют дистанционно, дальность стрельбы до 1 км. Второй может использоваться и по наземным (до 1,6 км) и воздушным целям (до 1,5 км) — но только в передней полусфере (углы наведения в вертикальной плоскости от −4° до +75°). Также имеются 10 дымовых гранат (по 5 по бокам башни).
На танке Тип 99 по сравнению с Тип 98 улучшена система управления огнём. Изображение тепловизора выводится на дисплеи командиру и наводчику, установлена спутниковая навигационная система, цифровая карта местности, современная радиостанция.

### Система JD-3
Как и прототип Тип 98, танк Тип 99 оснащён интегрированным лазерным комплексом активного противодействия JD-3, состоящего из встроенного лазерного дальномера, датчика предупреждения о лазерном облучении LRW и боевого квантового генератора LSDW.
При получении сигнала об облучении танка лазерным лучом противника система предупреждения дает сигнал на поворот башни в сторону обнаруженного источника, затем включается пульсирующий лазерный луч слабой мощности, определяющий точное местонахождение цели, после чего мощность луча мгновенно возрастает до критического уровня и выводит из строя оптические средства или органы зрения оператора противника.
JD-3 является ослепляющим лазерным оружием. Но оно не подпадает под протокол IV к Конвенции о некоторых видах обычных вооружений от 13 октября 1995 года.

## Шасси
Компоновка классическая, двигатель в задней части корпуса. Корпус сварной, из гомогенной брони, спереди динамическая защита. Башня с развитой кормовой нишей и динамической защитой спереди. При разработке динамическую защиту сначала крепили поверх брони, а затем выполняли встроенными в основную броню. Предусмотрена быстрая замена повреждённых блоков динамической защиты на новые.
Двигатель — дизельный; или немецкого производства (с. 75), или китайская копия немецкого MB871 Ka501. Мощность 1500 л. с. с турбонаддувом. Охлаждение жидкостное.
Гидромеханическая трансмиссия включает блокируемый гидротрансформатор и бортовые коробки передач, обеспечивает 7 скоростей вперёд и одну назад, подвеска торсионная с гидроамортизаторами (на первом, втором и шестом узлах подвески). Катки двускатные с резиновыми банджами, 6 опорных и 4 поддерживающих на борт. Гусеница — с резинометаллическим шарниром параллельного типа, предусмотрена установка асфальтоходных башмаков. В основном, ходовая часть скопирована с Т-72.
Максимальная скорость 60 км/ч, запас хода 450 км, преодолеваемые препятствия: угол подъёма 30°, ров шириной 2.7 м, стенка 0,85 м, брод глубиной 1,4 м. (с специальным приспособлением — до 5 м.). Танк разгоняется до 32 км/ч за 12 секунд.

## Модификации
- Тип 99 (ZTZ-99) — первая серийная модификация.
- Тип 99G (ZTZ-99G) — новый прицельный комплекс и система активной защиты.
- Тип 99A (ZTZ-99A) — следующая серийная модификация. Отличается улучшенной лобовой защитой, производство начато в 2011 году
- Тип 99A1 (ZTZ-99A1) — модернизированная встроенная динамическая защита.
- Тип 99A2 (ZTZ-99A2) — новая динамическая защита, боевая информационно-управляющая система, комплекс активной защиты с радаром миллиметрового диапазона, новый прицельный комплекс и комплексная система управления движением[11].

## Галерея фотографий

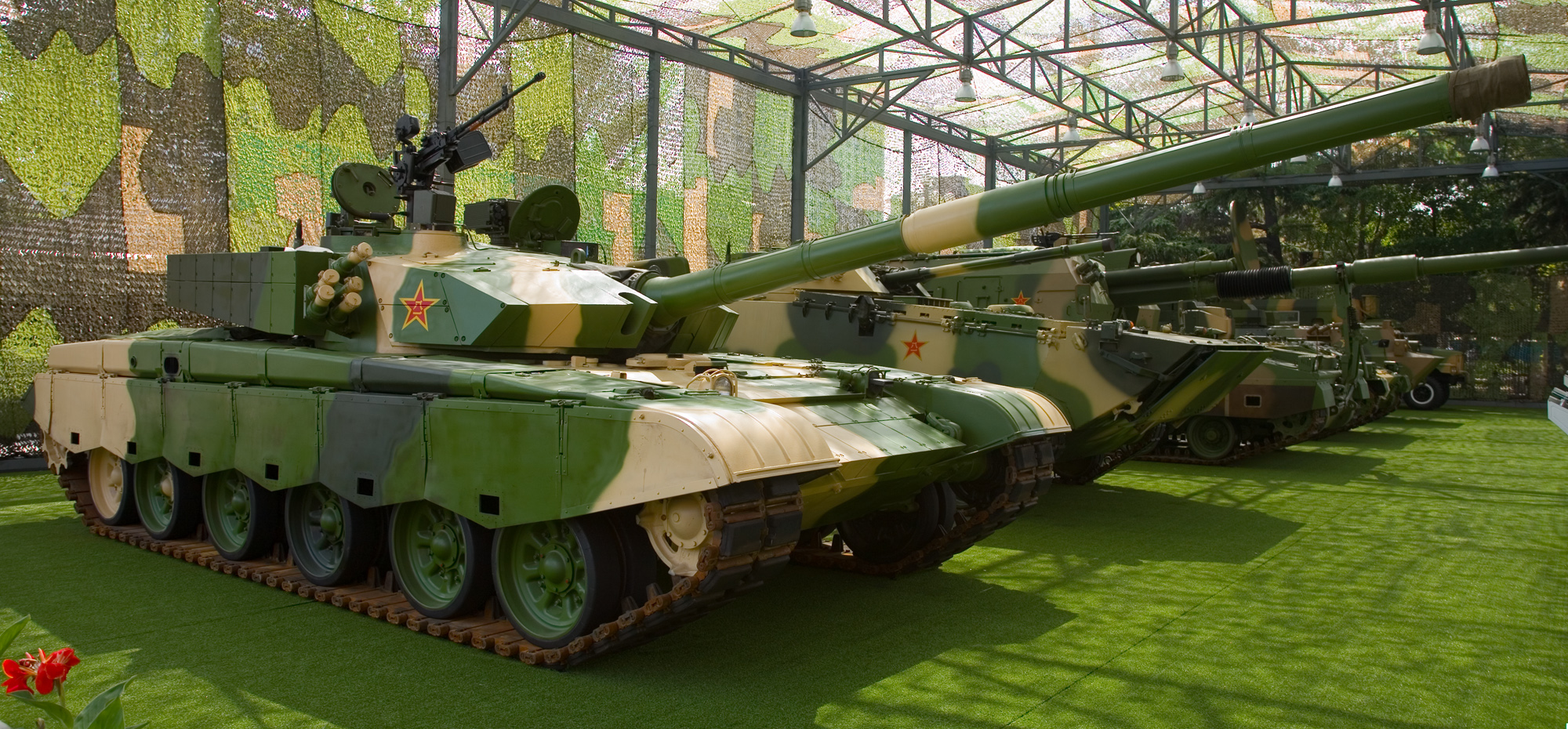
Танк Тип 99 вид справа-спереди
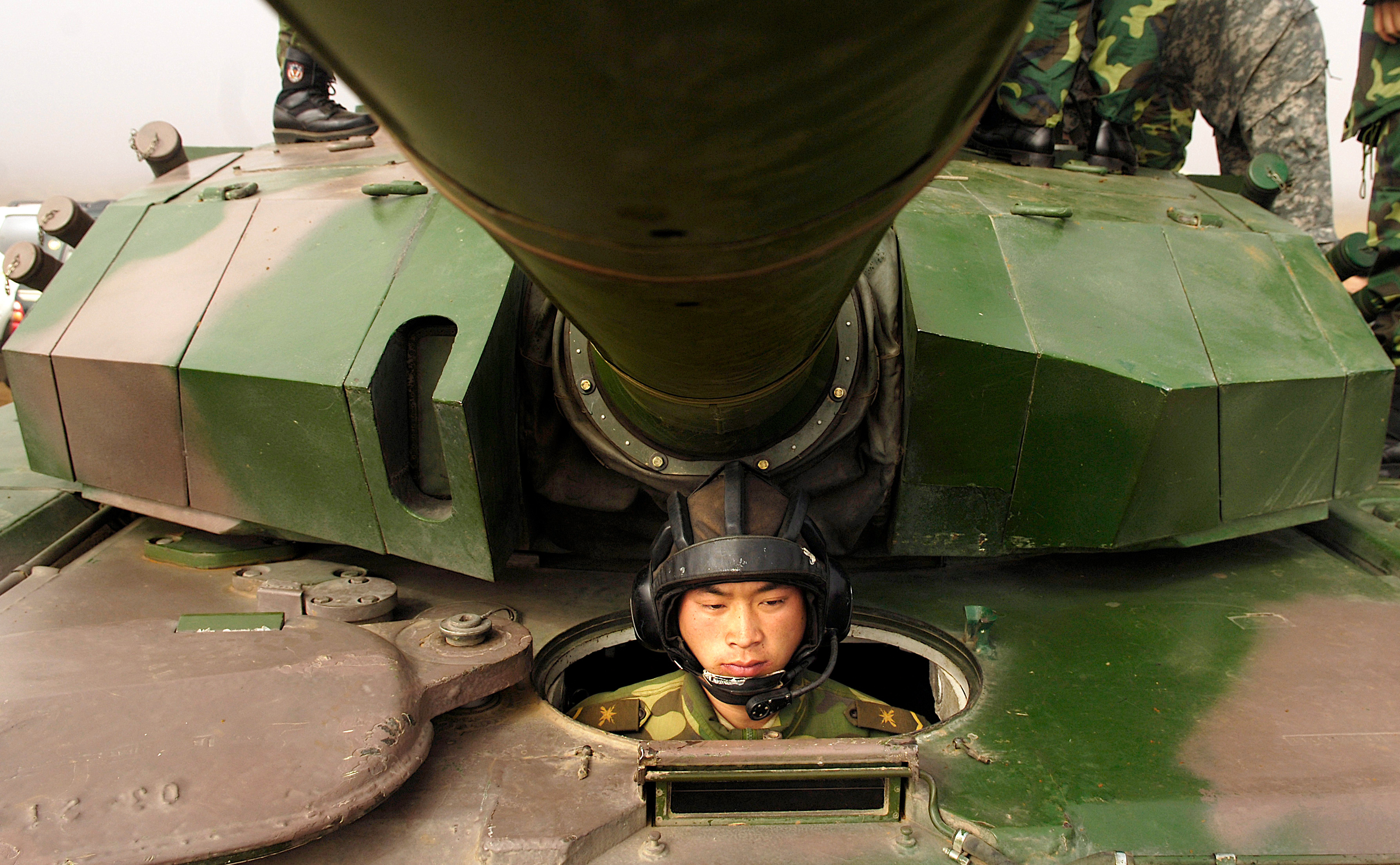
Тип 99 спереди и механик-водитель
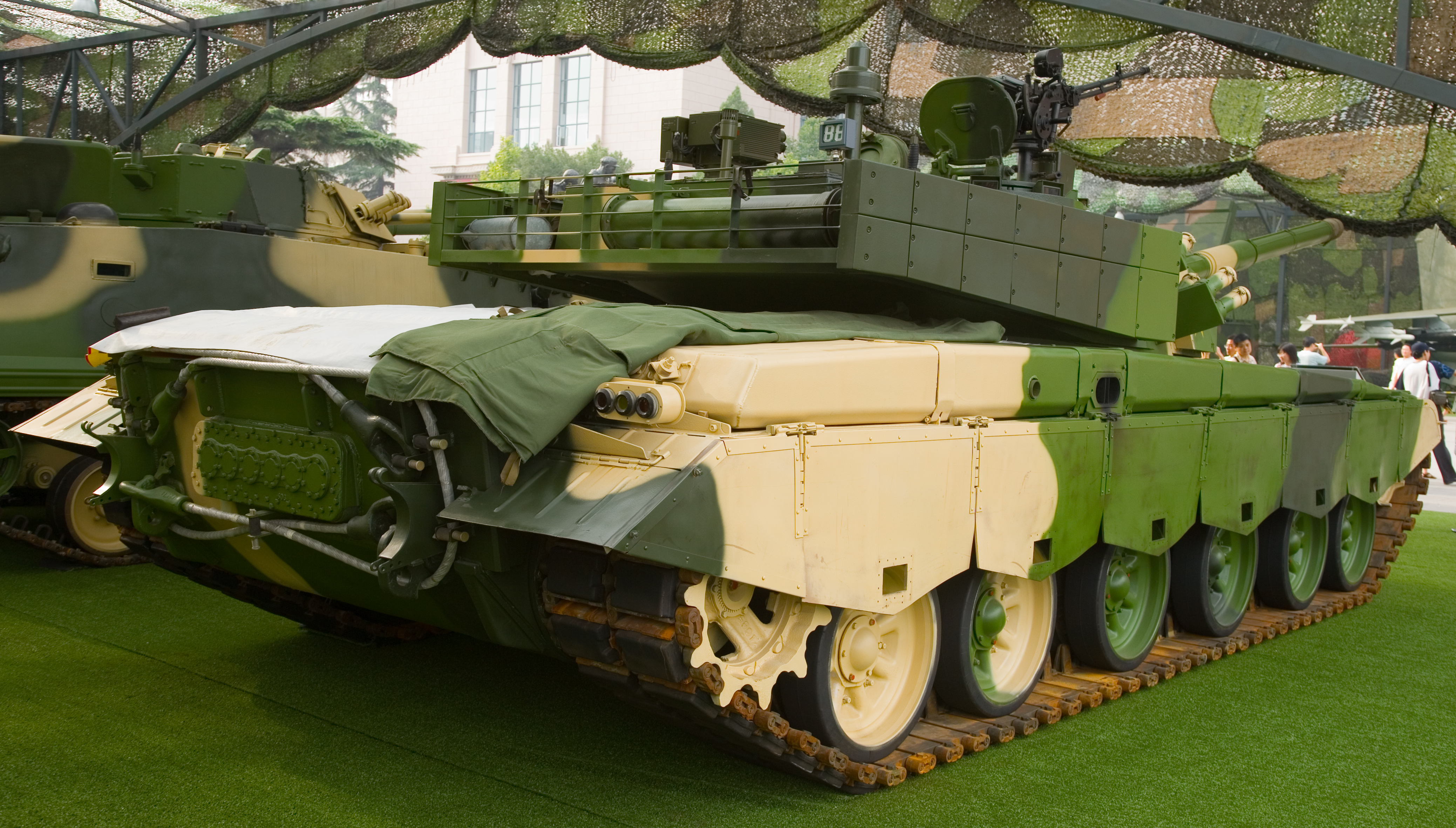
Танк Тип 99A справа-сзади
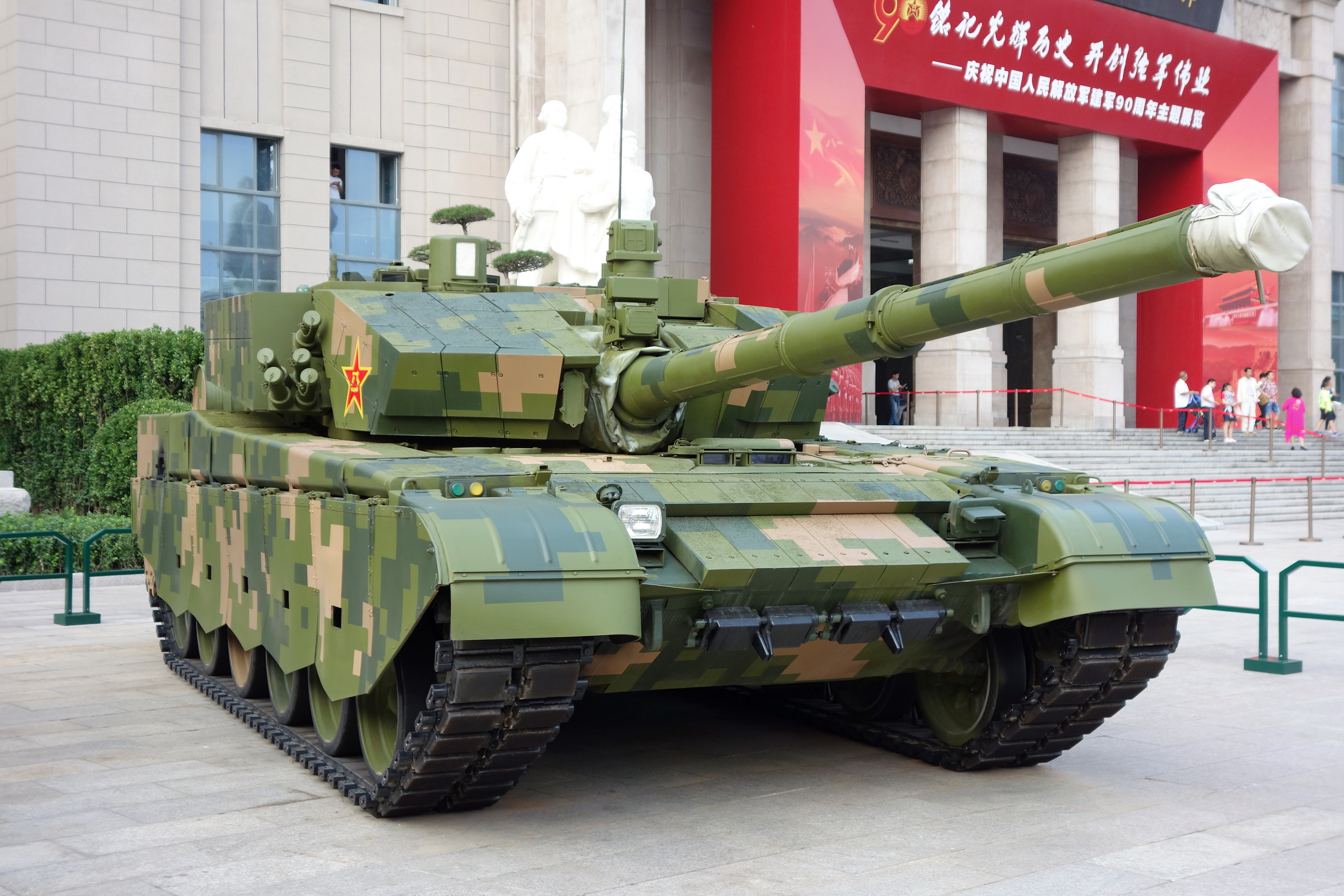
Тип 99A спереди-справа. 2017
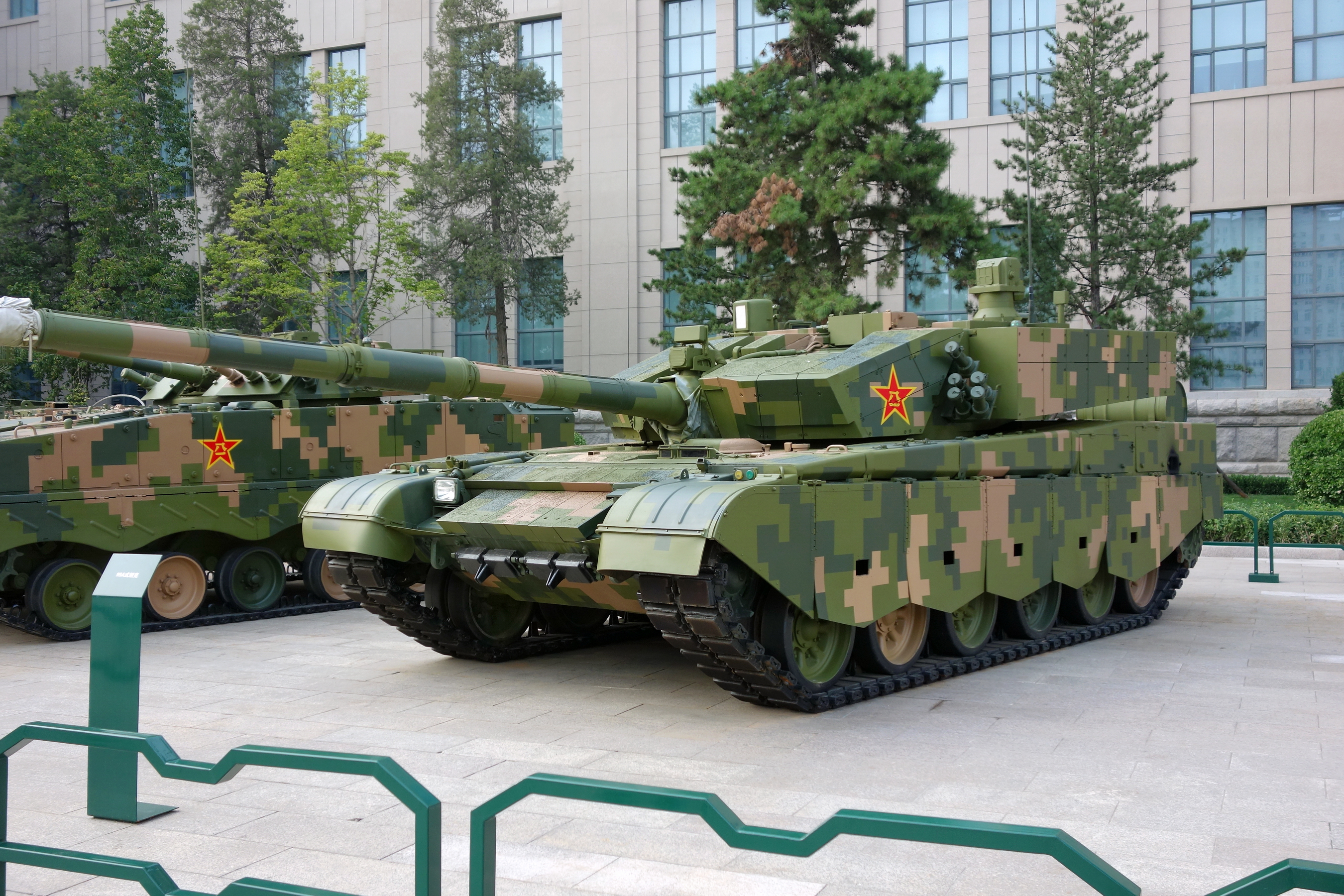
Тип 99А спереди-слева. 2017

## На вооружении
- Китай: 600 Тип 99 (ZTZ-99) и 600 Тип 99A (ZTZ-99A), по состоянию на 2022 год[3]

## Танки других стран
| Серия                                | Т-90 «Владимир»    | Т-84       | M1 Abrams         | Leopard 2    | Leclerc            | Challenger 2     | C1 Ariete | PT-91 Twardy    |
| ------------------------------------ | ------------------ | ---------- | ----------------- | ------------ | ------------------ | ---------------- | --------- | --------------- |
| Внешний вид                          |                    |            |                   |              |                    |                  |           |                 |
| Год принятия на вооружение           | 1992               | 2000       | 1980              | 1979         | 1992               | 1998             | 1995      | 1995            |
| Современная модификация              | Т-90М «Прорыв»     | БМ «Оплот» | M1A2 Abrams SEPv3 | Leopard 2А7V | Leclerc SXXI       | Challenger 2 TES | C1 Ariete | PT-91M Pendekar |
| Год принятия современной модификации | 2020               | 2009       | 2020              | 2014         | 2009               | 1998             | 1995      | 2010            |
| Боевая масса, т                      | 48                 | 51,0       | 66,8              | 67,5         | 57,4               | 75               | 54,0      | 45,5            |
| Экипаж                               | 3                  | 3          | 4                 | 4            | 3                  | 4                | 4         | 3               |
| Калибр пушки, мм                     | 125                | 125        | 120               | 120          | 120                | 120              | 120       | 125             |
| Панорамный прицел                    | Калина             | ПНК-6      | есть              | PERI-R-12    | SFIM VS-580        | SFIM VS-580      | ATTILA    | Sagem VIGY 15   |
| Управляемое вооружение               | Рефлекс-М, Инвар-М | Комбат     | нет               | нет          | нет                | нет              | нет       | нет             |
| Боекомплект, выстрелов               | 40                 | 46         | 42                | 42           | 40                 | 52               | 42        | 40              |
| Скорострельность, выстр/мин          | 8                  | 8          | 8                 | н/д          | 12                 | н/д              | н/д       | 7               |
| Автомат заряжания                    | карусель           | карусель   | нет               | нет          | ленточный конвейер | нет              | нет       | карусель        |
| Динамическая защита                  | Реликт             | Дуплет     | TUSK ARAT         | есть         | нет                | ROMOR            | PSO/WAR   | ERAWA           |
| Активная защита                      | Арена              | Заслон     | Трофи             | MUSS         | н/д                | н/д              | н/д       | нет             |
| КОЭП                                 | Афганит            | Варта      | AN/VLQ-6 MCD      | MUSS         | н/д                | н/д              | н/д       | OBRA-3          |
| Мощность двигателя, л. с.            | 1130               | 1200       | 1500              | 1500         | 1500               | 1200             | 1300      | 1000            |
| Удельная мощность, л. с./т           | 23,5               | 23,5       | 20,3              | 22,2         | 27,5               | 19,2             | 24,1      | 22,0            |
| Максимальная скорость, км/ч          | 70                 | 70         | 67                | 72           | 72                 | 59               | 65        | 65              |
| Скорость заднего хода, км/ч          | 15                 | 30         | 40                | 31           | 38                 | 35               | 20        | 5               |
| Запас хода по шоссе, км              | 550                | 500        | 425               | 450          | 550                | 400              | 600       | 480             |
| Всего выпущено шт.                   | ~4000              | ~70        | ~10400            | ~3600        | ~860               | ~450             | ~200      | ~280            |
| Стоимость ~                          | $2,9 млн           | $6,65 млн  | $8 млн            | $15 млн      | $16 млн            | $5,5 млн         | $8 млн    | $9 млн          |

| Серия                                | Merkava                 | Arjun     | Al-Khalid   | Karrar         | Songun-ho        | K2 Black Panther   | Type 99  | Type 10                     |
| ------------------------------------ | ----------------------- | --------- | ----------- | -------------- | ---------------- | ------------------ | -------- | --------------------------- |
| Внешний вид                          |                         |           |             |                |                  |                    |          |                             |
| Год принятия на вооружение           | 1979                    | 2004      | 2001        | 2020           | 2010             | 2014               | 2001     | 2012                        |
| Современная модификация              | Merkava Mark IV «Barak» | Arjun MK1 | Al-Khalid I | Karrar         | Songun-ho II     | K2 Black Panther   | 99А2     | Type 10                     |
| Год принятия современной модификации | 2023                    | 2011      | 2020        | 2020           | 2015             | 2014               | 2011     | 2012                        |
| Боевая масса, т                      | 70,0                    | 58,5      | 48,0        | 51,0           | 44               | 55,0               | 58,0     | 44,0                        |
| Экипаж                               | 4                       | 4         | 3           | 3              | 4                | 3                  | 3        | 3                           |
| Калибр пушки, мм                     | 120                     | 120       | 125         | 125            | 125              | 120                | 125      | 120                         |
| Панорамный прицел                    | есть                    | есть      | есть        | есть           | н/д              | есть               | есть     | есть                        |
| Управляемое вооружение               | LAHAT                   | LAHAT     | нет         | есть           | Bulsae-3, Игла-1 | KSTAM              | Рефлекс  | нет                         |
| Боекомплект, выстрелов               | 48                      | 39        | 39          | н/д            | н/д              | 40                 | 41       | н/д                         |
| Скорострельность, выстр/мин          | н/д                     | 6—8       | 8           | н/д            | н/д              | 15                 | 7        | н/д                         |
| Автомат заряжания                    | нет                     | нет       | карусель    | карусель       | нет              | ленточный конвейер | карусель | ленточный конвейер          |
| Динамическая защита                  | есть                    | нет       | есть        | встроенная ERA | есть             | есть               | есть     | нет                         |
| Активная защита                      | Трофи                   | нет       | Варта       | н/д            | нет              | есть               | JD-3     | н/д                         |
| Мощность двигателя, л. с.            | 1500                    | 1400      | 1200        | 1000           | 1200             | 1500               | 1500     | 1200                        |
| Удельная мощность, л. с./т           | 21,5                    | 23,9      | 25,0        | 19,6           | 27,3             | 27,3               | 25,9     | 27,3                        |
| Максимальная скорость, км/ч          | 64                      | 70        | 70          | 70             | 70               | 70                 | 76       | 70                          |
| Скорость заднего хода, км/ч          | 25                      | 15        | 30          | 30             | 5                | 40                 | 33       | 70(реверсивная трансмиссия) |
| Запас хода по шоссе, км              | 500                     | 450       | 500         | 500            | 450              | 450                | 450      | 500                         |
| Всего выпущено шт.                   | ~2000                   | ~200      | ~900        | ~800           | ~700             | ~400               | ~1200    | ~117                        |
| Стоимость ~                          | $6 млн                  | $9,2 млн  | $9 млн      | $9 млн         | $2 млн           | $9 млн             | $2,5 млн | $12 млн                     |

## Оценка боевых свойств и возможного применения
По мнению разработчиков, этот танк по сочетанию защиты, подвижности и вооружению превосходит все другие современные танки.
По оценке российского военного специалиста, участие этого танка в учениях достаточно точно показывает перспективные варианты его возможного применения.

## В играх
- Танк Тип 99 (ZTZ-99) и его модификации можно увидеть в многопользовательской игре War Thunder.
- Танк Тип 99A (ZTZ-99A) можно увидеть в многопользовательской игре MWT Tank Battles.
- Танк Тип 99 можно увидеть в многопользовательской игре Armoured Warfare ( Проект Армата)